# Emílio Alves Odebrecht
Emílio Alves Odebrecht GOMM (Salvador, 25 de janeiro de 1945) é um engenheiro brasileiro e presidente do Conselho de Administração do Grupo Odebrecht, atual Novonor.
Emílio foi um dos responsáveis por coordenar junto com os advogados as negociações com o Ministério Público Federal da maior colaboração da história.

## Biografia
Filho do pernambucano Norberto Odebrecht com a baiana Yolanda Alves, Emílio Alves Odebrecht nasceu em Salvador. Formou-se em engenharia civil pela Universidade Federal da Bahia (UFBA) em 1968. Deu início a sua trajetória profissional em 1966, como estagiário na Construtora Norberto Odebrecht (atual OEC). Em 1981, tornou-se Vice-Presidente do Grupo Odebrecht (atual Novonor). Dez anos depois, substituiu seu pai, fundador da Organização Odebrecht, como Diretor-Presidente da empresa. Ficou no cargo até 2002, quando deu lugar ao executivo Pedro Novis, que foi substituído em 2009 pelo seu filho Marcelo Odebrecht. Em 2015 Emílio voltou ao cargo após a prisão de Marcelo na Operação Lava Jato.
Admitido em 1998 à Ordem do Mérito Militar no grau de Comendador especial pelo presidente interino Antônio Carlos Magalhães, Odebrecht foi promovido em 2004 ao grau de Grande-Oficial por Luiz Inácio Lula da Silva.
Em 2016, entrou na lista da Forbes Brasil como os maiores bilionários do País. No mesmo ano, fechou junto com seu filho Marcelo Odebrecht um acordo de delação premiada com a Procuradoria-Geral da República no âmbito da Operação Lava Jato. No acordo de colaboração dos executivos do grupo Odebrecht, foram citados 182 políticos. A pena de Emílio será de quatro anos de prisão domiciliar pelo acordo de colaboração premiada.